# 井上咲楽
井上 咲楽（いのうえ さくら、本名：井上 咲樂（読み同じ）、1999年〈平成11年〉10月2日 - ）は、日本の女優、タレント。ホリプロ所属。
栃木県芳賀郡益子町出身。栃木県立茂木高等学校卒業。現在は東京都在住。

## 来歴
2015年に第40回ホリプロタレントスカウトキャラバン #kawaii でソフトバンク賞を受賞してデビューする。9月23日に行われた決選大会で一人漫才やMr.ビーンのものまねを披露した。10月24日にTwitter、Instagramを始める。
芸名を決めるにあたり、ソフトバンク社のTwitterや「NEXTSTAR」のLINE＠で「芸名投票」が行われ、本人が候補に挙げた「ブリンブリン咲楽」など五つの名前から、「エンジョイ・ガール」と「井上咲楽」（本名の旧字の「樂」を「楽」に替える）の二つに絞られ、最終的に「井上咲楽」に決まった。この様子は『決め方TV』（テレビ朝日）の密着取材を受け、11月2日に放送された。
2017年10月から2019年3月まで『おはスタ』（テレビ東京）の日替わりアシスタント「おはガール」を務める（水曜日担当）。
2018年に大学を受験をするも不合格となる。
2020年4月から再び『おはスタ』に（前回とは異なり、「おはガール」ではなく「水曜レギュラー」として）出演（水曜日担当）。
2021年、『警視庁・捜査一課長』（テレビ朝日）で女優デビュー。
2022年2月1日に、山瀬まみに代わり4月からABCテレビ『新婚さんいらっしゃい!』の8代目アシスタントに起用されることが発表された。山瀬と同じ誕生日で、「山瀬さんのようにアシスタントしたい」と述べている。

## 人物

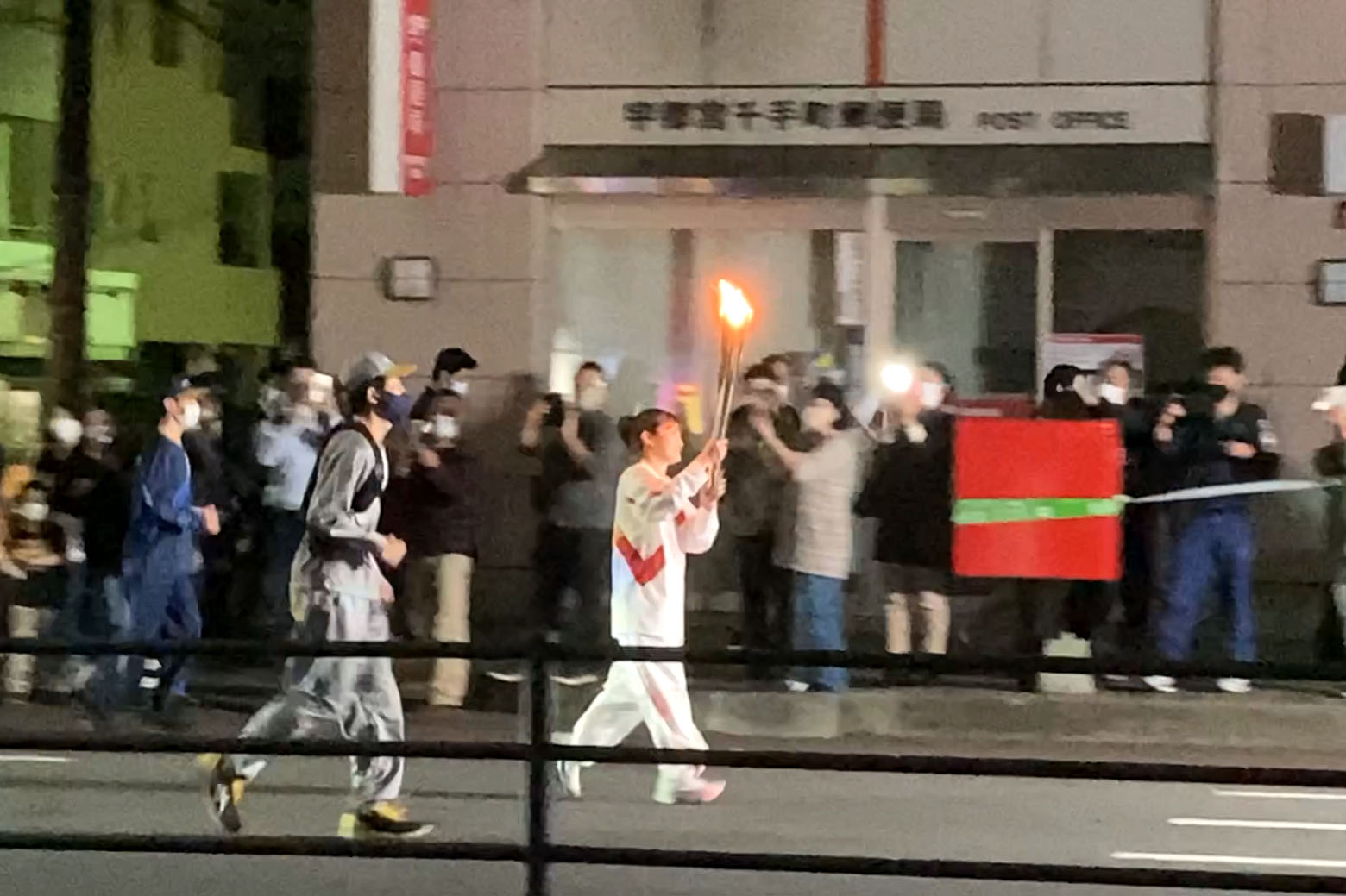
2021年撮影（五輪聖火リレーにて）

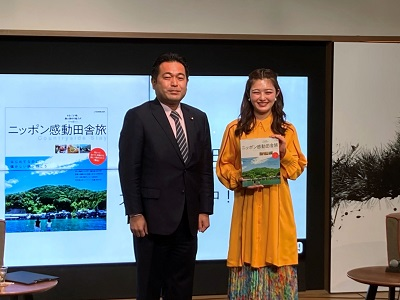
農泊ガイドブックの発売を記念したトークイベント（2023年）

- 身長152センチメートル （cm）（2021年現在）[2]。
- 実家は「イノシシが出る」ほどの山奥。父親が山を切り拓いて建てた家で小学1年生ごろから育つ[3]。
- 父親は葛飾区柴又出身で『男はつらいよ』のファン。「さくら」の名前の由来にもなった[17]。
- 負けず嫌いな性格で、学校の教室で男の子と取っ組み合いの喧嘩をした[18]。流派は不明だが空手道場に入門した。
- 中学時代はバレーボール部[3]。長距離走は得意だが短距離は苦手[18]。
  - 2019年3月3日、「東京マラソン2019」では3時間53分16秒で完走した[19]。
  - 2019年5月19日、「軽井沢ハーフマラソン2019」では1時間38分54秒で完走した[20]。女子の部では1380人中30位、29歳以下の部では160人中7位を記録した[21]。
  - 2023年7月22日 - 23日、『FNS27時間テレビ』の通し企画「100キロサバイバルマラソン」に参加し、16時間半で完走[22]。4位に入った（参加者18人のうち完走者は6人。女性では井上のみ）。
  - 2024年3月3日、東京マラソン2024で、自己ベストの3時間26分06秒で完走した[23]。
  - 2024年7月20日 - 21日放送の『FNS27時間テレビ』「100kmサバイバルマラソン」では優勝候補の筆頭と目されていたが、20日深夜にドクターストップにより途中脱落となる[24]。
  - 2025年3月2日、東京マラソン2025で、自己ベストの3時間24分23秒で完走した[25]。
  - 2025年6月、トレイルランニングレース「奥信濃100」に参加し、山道100キロを17時間15分で完走した[26]。
- 運動会では応援副団長を務めた[3]。学級委員も3年連続で担当[18]。
- 憧れの女優は石原さとみ[6]、有村架純[6]。中学時代に好きだったお笑い芸人ははんにゃ[3]。蛭子能収が好き[27]。
- 『女性自身』（光文社）の「蛭子能収のゆるゆる人生相談」に投稿が二度掲載され、そのうちの一つは蛭子の著書『笑われる勇気』に転載された[28]。
- 4人姉妹の長女で3人の妹がいる[29]。
- 昆虫好きを自称している。触れるだけでは飽き足らず昆虫食を口にすることも厭わない。2019年7月から東京ソラマチで開催の「大昆虫展」において応援団長に任命される[30]。プレス発表会の席上で昆虫料理研究家の内山昭一が調理した昆虫を実食した[31]。
- 2017年2月16日に放送された『アウト×デラックス』（フジテレビ）において「水虫で、屁が臭い、寝小便をしている」ことを公表[32]。
- 政治や選挙に関心を持っており[33]、何度も国会議事堂に足を運ぶほど。選挙期間になると夜行バスを駆使し、全国各地の選挙区を50ヶ所近くまわる[34]。2018年よりABEMAにて国会議員インタビュー企画『議員GO!』を担当した[35]。
- 「太眉」とお団子ヘアがトレードマークだったが、2020年12月23日放送の『今夜くらべてみました 3時間SP』（日本テレビ）の番組内で人生で初めて眉をカットし、変身した姿を披露した[36]。のちにテレビ番組で「毛根が強すぎちゃって1週間で元の眉毛に戻れるんです。」と語っている[37]。
- ロングヘアがトレードマークで、結んだりお団子にしたりとさまざまなアレンジをしていたが、2023年8月18日、ミディアムまでカットした姿を披露した[38]。
- 2020年東京オリンピック[注 2]の聖火ランナーに選出され、2021年3月29日に宇都宮市を走った[39]。
- カード詐欺によくあってしまう。と証言[40]。
- 福岡ロケで小倉のストリップ劇場を訪れて以来、ストリップ鑑賞を趣味としている[41]。選曲も含めて所作に芸術性を感じる[41]。
- 「引っ越し魔」を自称し、18歳で上京して以来6年間に7回転居する[42]。

## 出演

### テレビ番組

#### 現在の出演番組
レギュラー・準レギュラー
- サイエンスZERO（2018年4月15日 - 2019年3月、2022年4月24日 - 、NHK Eテレ） - リポーター → MC（ナビゲーター）[43][44]
- アッコにおまかせ!（2018年10月 - 、TBSテレビ） - 準レギュラー
- 新婚さんいらっしゃい!（2022年4月3日 - 、ABCテレビ） - MC[15]
- ランスマ倶楽部（2022年4月3日 - 、NHK） - MC
- ポップUP!（2022年4月7日 - 、フジテレビ） - 木曜隔週レギュラー[45]

特別番組
- 漂流兄妹〜理科の知識で大脱出!?〜（2021年10月25日 - 、NHK Eテレ） - 妹・さくら 役

#### 過去の出演番組
レギュラー・準レギュラー
- ワイドナショー（2017年2月12日 - 2018年3月、フジテレビ） - ワイドな現役高校生（不定期レギュラー出演）
- おはスタ（2017年10月11日 - 2019年3月20日、2020年4月8日 - 2024年3月20日、テレビ東京） - 水曜おはガール → 水曜レギュラー[11][13]
- この差って何ですか?（TBSテレビ） - 準レギュラーパネラー
- 上田晋也のサタデージャーナル（2018年8月4日 - 2019年6月29日、TBSテレビ）
- バラいろダンディ（2018年10月5日 - 2024年9月、TOKYO MX） - 金曜バディ → リポーター
- くすぐる（2019年4月 - 2020年9月26日、テレビ愛知） - レギュラー
- 陸海空 こんなところでヤバいバル（2019年6月9日・16日・23日、テレビ朝日）「井上咲楽の虫の力だけで3泊4日伊豆大島を歩いて1周ヤバいいね!の旅」
- ヤバい話のHow Much?〜ヤバい法律相談〜（2019年7月3日 - 2019年9月18日、テレビ朝日） - レギュラー
- めざまし8（2021年4月1日 - 2023年3月31日、フジテレビ） - 木曜コメンテーター → 火曜コメンテーター → 月曜コメンテーター
- ナスD大冒険TV 第42話 -（2021年4月 - 2025年2月、テレビ朝日）- レギュラー
- ビビるとさくらとトモに深掘り! 知るトビラ（2022年4月8日 - 9月30日、BS朝日 / 2022年10月7日 - 3月、BSテレビ東京[46]）※政府広報

特別番組
- 水バラ ローカル路線バスVS鉄道 乗り継ぎ対決旅5（2020年9月23日、テレビ東京） - 鉄道チーム
- 発見!タカトシランド（北海道文化放送）
  - 2021年6月18日 札幌・藻岩山エリアでイイとこ探し
  - 2021年6月25日 札幌・豊平橋エリアでイイとこ探し
  - 2024年6月28日 西野エリアでお宝店を発見! SP
  - 2024年7月12日 円山エリアでお宝店を発見! SP
- まっちゃんねる（2021年6月19日、フジテレビ） - 「女子メンタル」
- Live選挙サンデー（2021年10月31日・2022年7月10日、フジテレビ） - コメンテーター
- おジゾク様がゾクゾク!〜ようこそ持続できちゃう世界へ〜（2021年12月5日、TBS）- MC
- ナスD大冒険TV 年末4時間半SP 無人島で2泊3日0円生活（2021年12月29日、テレビ朝日）
  - ナスDがUXをジャック!大冒険TV in 佐渡〜無人島で1週間0円生活リレー〜（2023年3月20日、新潟テレビ21）
- TV70年! 蔵出し映像まつり（2023年2月4日、NHK総合） - 司会
- BBTスペシャル 淳&咲楽の国宝探訪! 我が街のふるこはん（2023年2月24日、富山テレビ）
- FNS27時間テレビ 鬼笑い祭（2023年7月22-23日） - 「100kmサバイバルマラソン」完走（4位）
- BSプレミアムがお引っ越し!カウントダウンSP (2023年11月30日、BS1, BSプレミアム) [47]

### ウェブテレビ
- 美女ランチ（2016年8月29日・30日・9月1日・2日、AbemaTV）
- 原宿アベニュー（2018年1月20日 - 3月24日[48]、AbemaTV） - 「議員GO」プレイヤー[35]
- こんな美人をフルなんて（2021年6月13日 - 7月25日[49] - 、ABEMA） - MC
- ドキュメンタル番外編 女子メンタルfromまっちゃんねる（2021年、Amazonプライム・ビデオ） - シーズン2出演
- ナスD冒険TV「【アベマ限定】井上咲楽 無人島生活」（2022年4月9日 - 5月14日、ABEMA）
- 井上咲楽と景井ひな 木曜The NIGHT（2022年5月6日 - 2022年12月30日、ABEMA）[50]

### テレビドラマ
- ひみつ×戦士 ファントミラージュ! 第17話（2019年7月28日、テレビ東京） - 日色愛実 役
- おばけずかん 第1話・第4話・第6話 - 第8話（2020年4月8日・29日・6月17日・24日・7月7日、テレビ東京） - 「おはスタ」内ドラマ
- 警視庁・捜査一課長 Season5 第5話（2021年5月13日、テレビ朝日） - 下山広美 役
- 何かおかしい2 第3話（2023年4月19日、テレビ東京） - 本人 役
- 大河ドラマ 光る君へ 第4回 - 第7回[注 3]（2024年1月28日 - 2月18日[注 3]、NHK） - 藤原忯子（花山天皇の女御） 役[51][52]

### ラジオ
- 週刊『BUZZる』編集局～秘密のネタ会議（2017年10月 - 2020年3月、JFN系）
- てれびのミカタ ラジオのラララ（2019年10月19日 - 2021年9月25日、ABCラジオ）
- 井上咲楽のよってがっせ栃木!!（2024年7月11日・2025年5月6日、文化放送）

### 広告
- ソフトバンク - ソーシャルメディアのPRキャラクター[3]
- とちぎ未来大使（2018年 - ）[53]
- チュチュアンナ「運命のブラ」（2021年） - イメージガール[54]
- ピーチジョン「GiRLS by PEACH JOHN」（2022年 - ） - ミューズ（なえなのとともに就任）[55]

### CM
- 日清食品 トリプルバリア（2020年 - ） - 日村勇紀（バナナマン)と共演[56]
- メガネのナガタ（2021年7月 - ） - 島田秀平と共演[57]
- グリーンチャンネル（2022年 - ）[58]
- 日本郵政 ゆうパック（2024年 - ） - 黒崎煌代と共演[59]
- 大塚製薬工場　OS-1 ゼリー アップル風味（2025年1月 - ）[60][61]
- 花王 「ビオレ ザ フェイス 泡洗顔料」（2025年3月21日 - ）[62]

### MV
- 荒井麻珠「Always」（2021年10月1日）

### イベント
- めざましテレビ PRESENTS T-SPOOK 東京お台場ハロウィーン パレード（2015年10月24日） - 「御伽ねこむ」を囲む「NEXTSTAR」の一員として参加。仮装のテーマはソフトバンクのお父さん犬[63][64][65]。

## 書籍

### 連載
- 月刊エンタメ 「イノサクさんの対談FILE」（2017年4月号 - 、徳間書店）
- スポーツ報知「井上咲楽の本音」（2020年 - ） -　月1回連載コラム

### 単行本
- 井上咲楽ファーストフォトブック「さよならMAYUGE」（2021年9月15日、幻冬舎、撮影：曽根将樹、ISBN 978-4344038424）[66]
- 井上咲楽のおまもりごはん（2024年5月24日、主婦の友社、ISBN 978-4074593880） - レシピ本[67]
- じんせい手帖（2024年11月22日、徳間書店、ISBN 978-4198659141） - エッセイ[68]